# Schweizer Fussballnationalmannschaft (U-19-Frauen)
Die Schweizer Fussballnationalmannschaft der U-19-Frauen repräsentiert den schweizerischen Fussballverband im internationalen Frauenfussball. Die Nationalmannschaft bestritt 1997 noch als U-18 ihr erstes Spiel und nimmt seitdem an den Qualifikationen zur U-19-Fussball-Europameisterschaft der Frauen teil. 2002 konnte sie sich erstmals für die Endrunde qualifizieren. Dreimal konnte das Halbfinale erreicht werden und dreimal konnte sie sich für die U-20-Fussball-Weltmeisterschaft im Folgejahr qualifizieren, wo aber noch kein Spiel gewonnen wurde.

## Turnierbilanz

### Europameisterschaft
- 1998: nicht für die Finalrunde qualifiziert (keine Endrunde)
- 1999: nicht qualifiziert
- 2000: nicht qualifiziert
- 2001: nicht qualifiziert
- 2002: Vorrunde
- 2003: nicht qualifiziert
- 2004: Vorrunde
- 2005: Fünfte (für die U-20-WM 2006 qualifiziert)
- 2006: Vorrunde (als Gastgeber qualifiziert)
- 2007: nicht qualifiziert
- 2008: nicht qualifiziert
- 2009: Halbfinale (für die U-20-WM 2010 qualifiziert)
- 2010: nicht qualifiziert
- 2011: Halbfinale (für die U-20-WM 2012 qualifiziert)
- 2012: nicht qualifiziert
- 2013: nicht qualifiziert
- 2014: nicht qualifiziert
- 2015: nicht qualifiziert
- 2016: Halbfinale
- 2017: nicht qualifiziert
- 2018: Vorrunde (als Gastgeber qualifiziert)
- 2019: nicht qualifiziert
- 2020: Meisterschaft wegen COVID-19-Pandemie abgesagt
- 2021: Meisterschaft wegen COVID-19-Pandemie abgesagt